# 조시역
조시역(일본어: 銚子駅)은 일본 지바현 조시시에 있는 철도역이다.

## 타는 곳
복합식 승강장으로 2면 3선의 지상역이다. 초록 창구와 지정석 발매기가 설치되어 있다. 2009년 3월 14일 스이카의 사용이 가능한 자동 개찰기가 도입되었다. 2·3번선 승강장 도카와 방면에는 조시 철도의 승강장 (1면 1선)이 있다. 1번 승강장은 역사와 직결되며, 2·3번선 승강장, 조시 전기 철도 승강장과는 과선교로 연결되어 있다. 역사는 제2차 세계 대전 종전 이후 일본 제국 해군의 가토리 항공 기지의 비행기 격납고로 쓰이던 것을 역사용으로 개축한 것으로, 천장이 높은 구조가 그 흔적이다. 2007년 2월 1일 ~ 4월 30일 사이에 리뉴얼 공사가 진행되어, 편의점 "NEWDAYS"와 다기능 화장실, 대합실 및 조시 시 관광협회 사무소 등이 신설되었다.

### 승강장
| 동일본 여객철도 승강장 |                    |                                                     |                              |
| 1                      | ■ 소부 본선        | 아사히・요카이치바・나루토・지바・도쿄・신주쿠 방면 | (특급 시오사이 호・보통)     |
| 1                      | ■ 나리타선         | 사와라・나리타・지바・도쿄 방면                     | (사와라 방면 특급 아야메 호) |
| 2                      | ■ 소부 본선        | 아사히・요카이치바・나루토・지바 방면               | (보통)                       |
| 3                      | ■ 나리타선         | 사와라・나리타・지바 방면                           | (보통)                       |
| 조시 전기 철도 승강장  |                    |                                                     |                              |
|                        | ■ 조시 전기 철도선 | 나카노초・이누보・도카와 방면                       |                              |

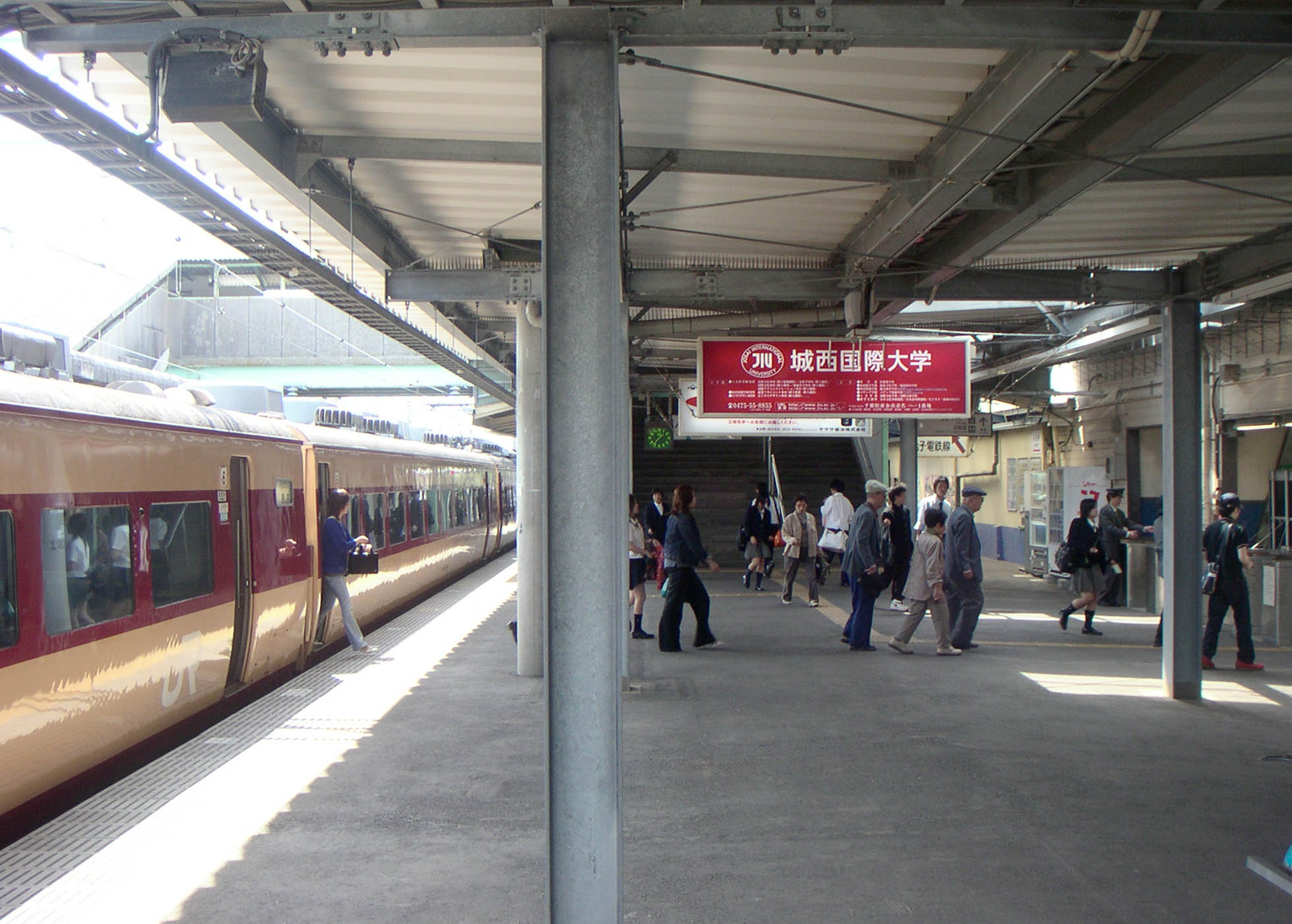
동일본 여객철도 1번선
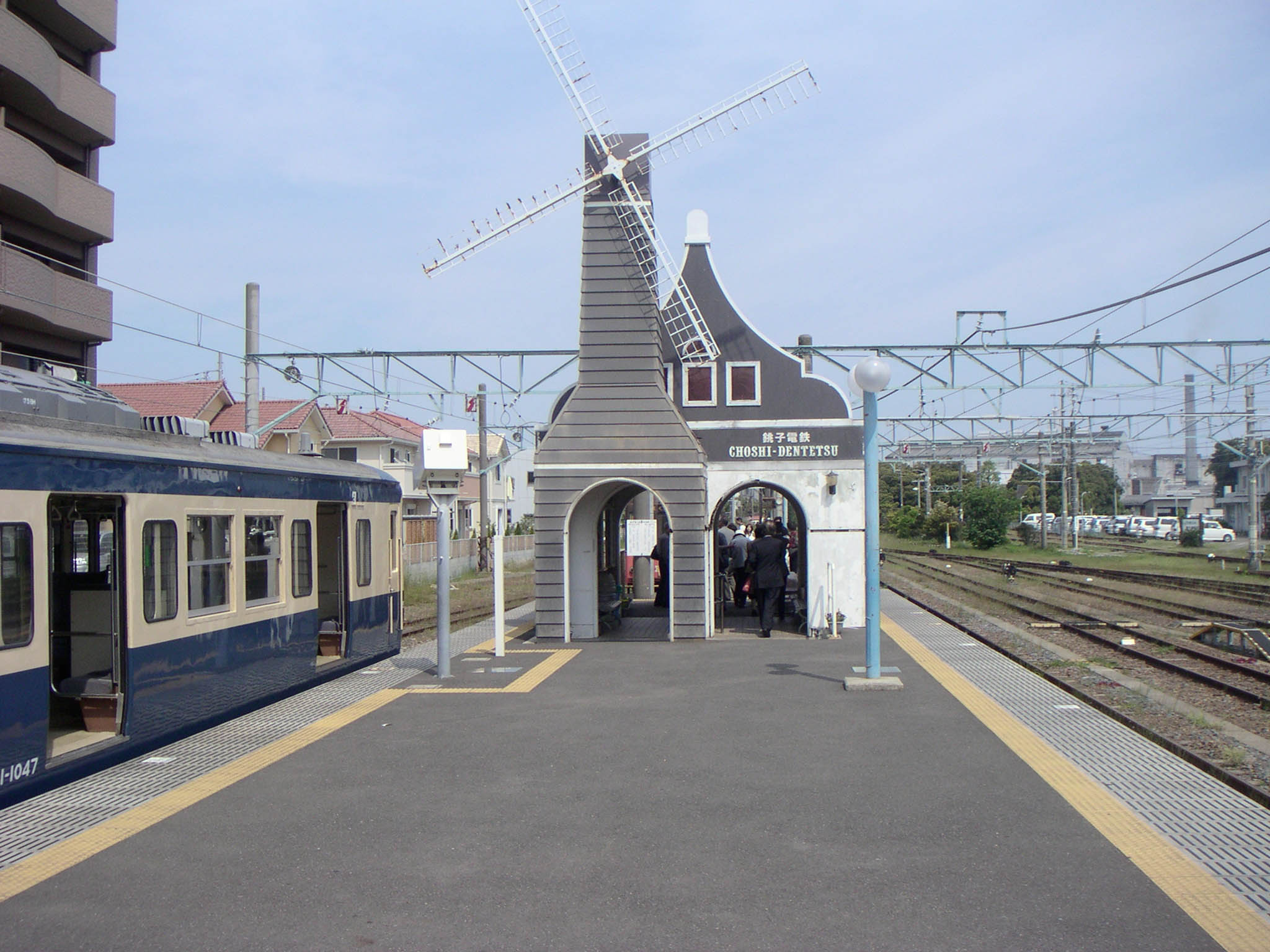
동일본 여객철도 2・3번선
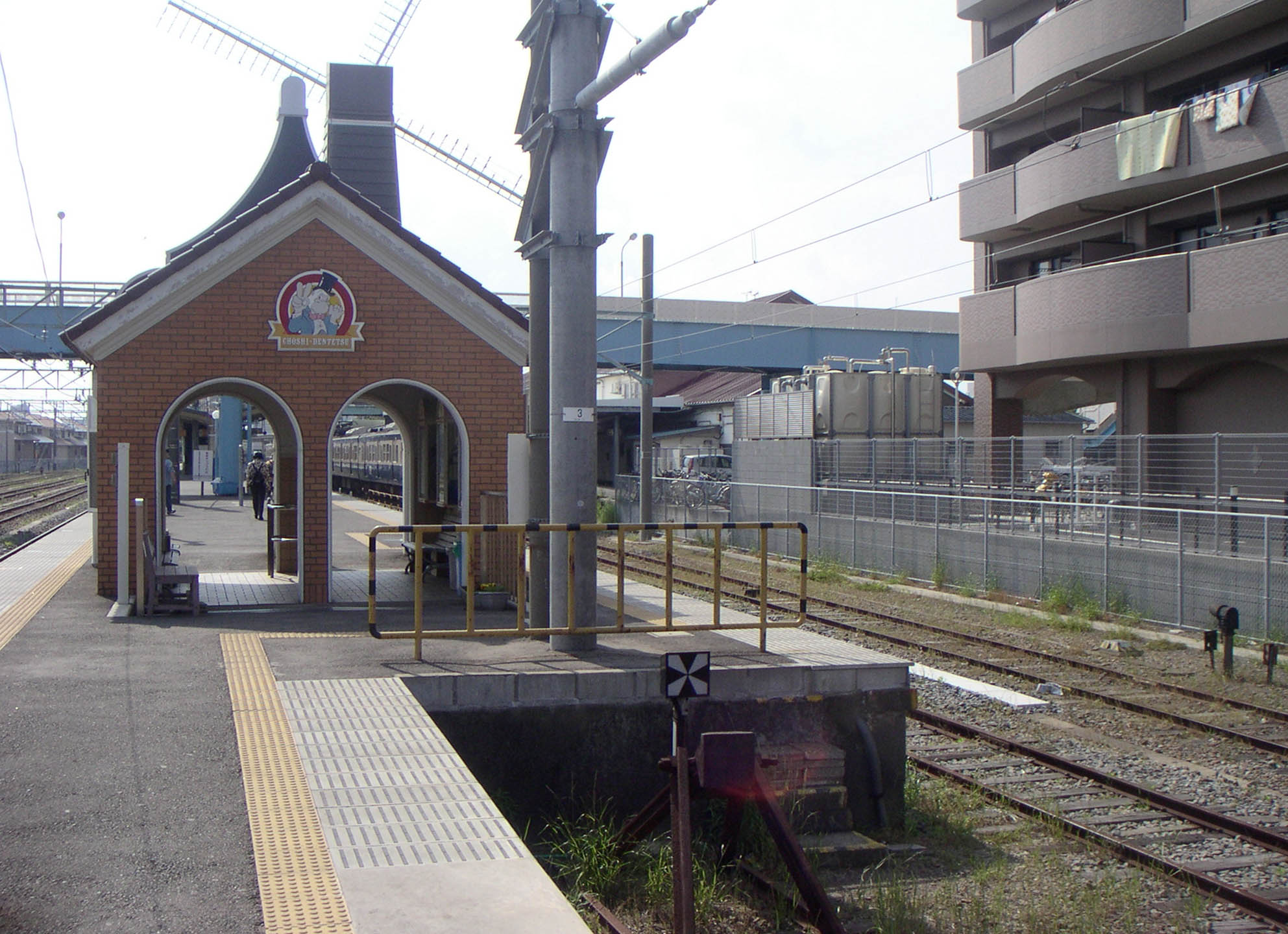
조시 전기 철도 승강장

## 역세권 정보
- 조시 시청
- 도네강
- 국도 제124호선
- 국도 제126호선
- 국도 제356호선

## 역사
- 1897년 6월 1일: 소부 철도의 나루토 ~ 조시 구간 개통에 따라 영업을 개시하였다.
- 1907년 9월 1일: 국유화에 따라 일본국유철도의 소속이 되었다.
- 1923년 7월 5일: 조시 전기 철도의 조시 전기 철도선이 개통함에 따라 환승역이 되었다.
- 1974년 10월 26일: 소부 본선(사쿠라 ~ 조시)이 전철화되었다.
- 1987년 4월 1일: 소부 본선이 민영화에 따라 동일본 여객철도의 소속이 되었다.
- 2009년 3월 14일 - 스이카의 사용이 가능해졌으며, 동일본 여객철도 소속 조시 역에 도쿄 근교 구간 요금제가 적용되기 시작하였다.

## 인접역
| 동일본 여객철도 ■ 소부 본선·나리타선 | 동일본 여객철도 ■ 소부 본선·나리타선 | 동일본 여객철도 ■ 소부 본선·나리타선 |
| ------------------------------------ | ------------------------------------ | ------------------------------------ |
| 마쓰기시 나리타·지바 방면            |                                      | 시·종착역                            |
| 조시 전기 철도선                     |                                      |                                      |
| 시·종착역                            |                                      | 나카노초 도카와 방면                 |